# 안드레아 피사노

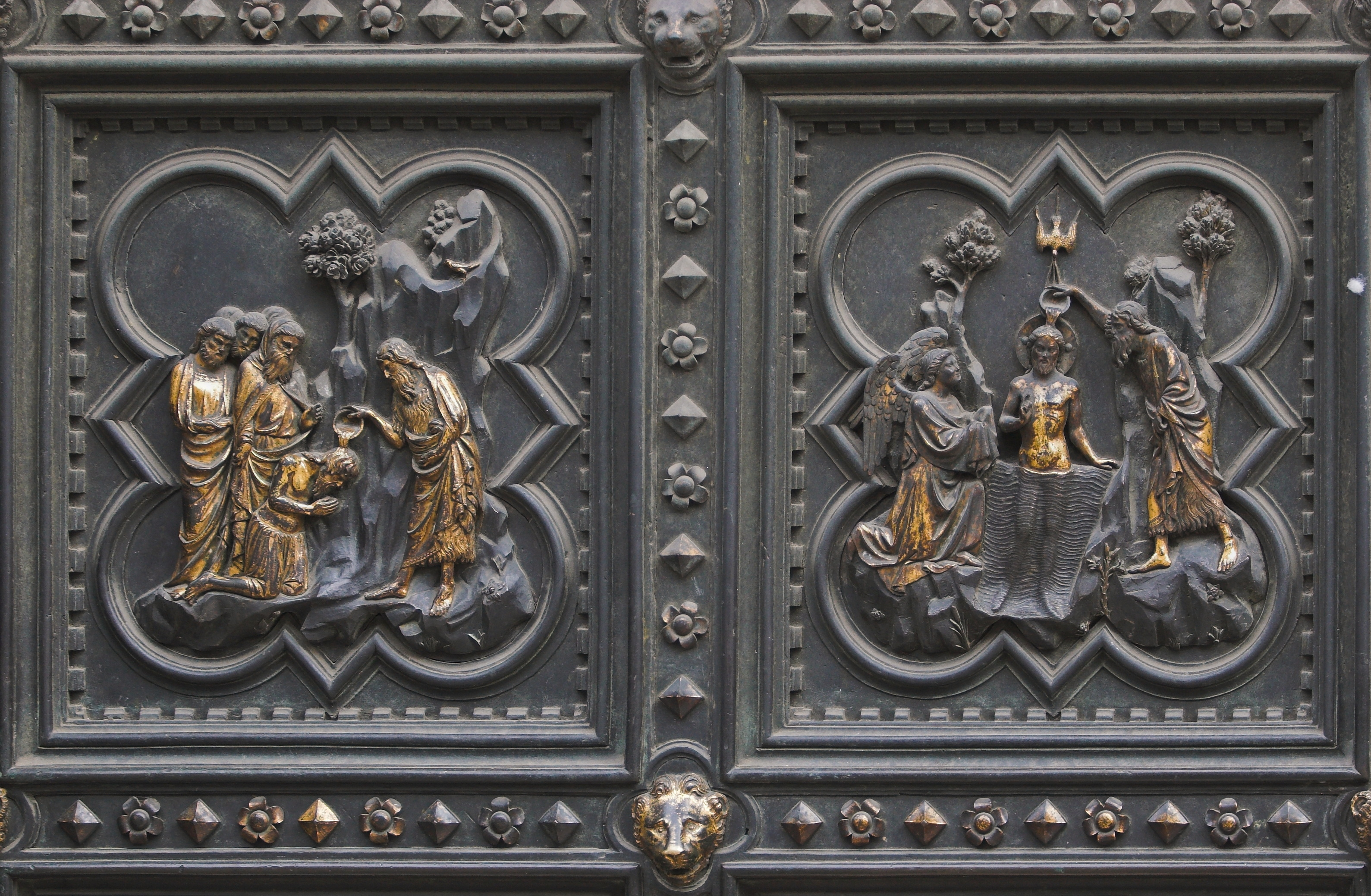
피렌체 예배당의 안드레아 피사노 패널.

안드레아 피사노 (Andrea Pisano, 1290년 폰테데라 – 1348년 오르비에토)는 안드레아 다 폰테데라(Andrea da Pontedera)로도 알려진 이탈리아 출신의 조각가이자 건축가이다.

## 생애
피사노는 초기에 금세공업을 배웠었다. 이후 그는 1300년경에 미노 디 조반니의 도제가 되었고, 피사에 있는 산타 마리아 델라 스피나의 조각상을 비롯하여 그와 함께 작업을 했다. 그는 피렌체에서 주요 작품을 만들어냈다. 조토 디 본도네가 피사노 초기 스승보다 그의 스타일에 더 많은 영향력을 미쳤던 것으로 추정한다. 피사노는 피렌체 예배당에 있는 청동 문 세 짝 중 한 개를 만들었다. 그는 1330년-1336년 사이에 이 문을 만들었다. 그가 만든 문은 수 많은 조그만한 네엽 무늬 장식 패널로 이뤄졌으며, 하단에는 미덕에 관한 인물들 담고 있는 8개가 나타나 있고 나머지 장면들에는 세례자 요한의 생애를 담고 있다.
안드레아 피사노가 피렌체에 거주하던 동안에 많은 중요한 대리석 조각상들을 제작해냈으며, 이 대리석 작품 모두에서 조토의 영향이 나타나 있다. 1340년에 그는 조토에 이어 피렌체 대성당 작업 책임자직을 맡았다. 그의 옛 스승이 설계한 것으로 추정되는 것을 그가 맡아 제작한 부조들이 존재하는데, 여기에는 종탑을 위해 그가 제작한 이중 패널 부조가 있다. 이 패널 부조의 주제는 '4대 예언자', '칠주선', '칠성사', '칠형애긍', '칠행성 '이다. 두오모에는 대리석에 있어 피사노의 가장 중요한 작품들이 있다. 1347년, 그는 오르비에토 대성당 건설 책임자가 되었으며, 본래 이 성당은 로렌초 마이타니가 설계하여 진행 중이었다. 이 패널과 대성당의 문 등이 현재 남아있는 피사노의 유일학 작품이다. 피사노는 비잔틴 영향에서 근대 미술을 해방시키는 데 기여를 한 것으로 알려져 있다. 그는 1348년에 사망했다.
안드레아 피사노는 니노와 톰마소 등 아들 둘을 두었다. 두 형제는 아버지의 오르비에토 대성당 책임자 직을 이어받았다.
조르조 바사리는 저서 《미술가 열전》에 안드레아 피사노의 생애를 포함하였다.
피사노의 알려지지 않은 제자가 있었으며 안드레아 오르카냐로 더 잘 알려진 안드레아 디 초네였다. 또 다른 제자로는 밀라노의 산테우스토르조를 건설한 조반니 디 발두키오가 있었다.

## 갤러리

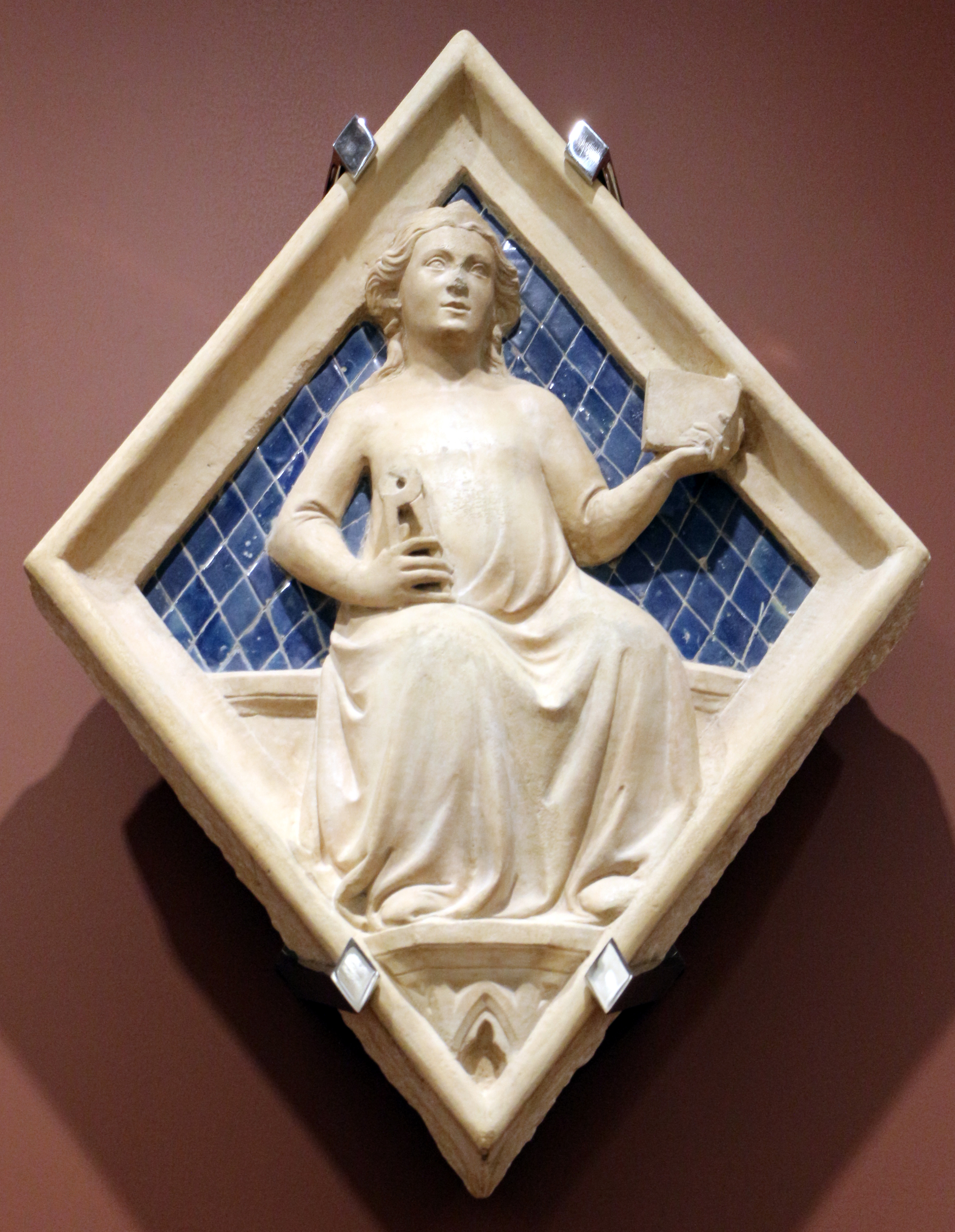
Geometria, 1343-60 ca.
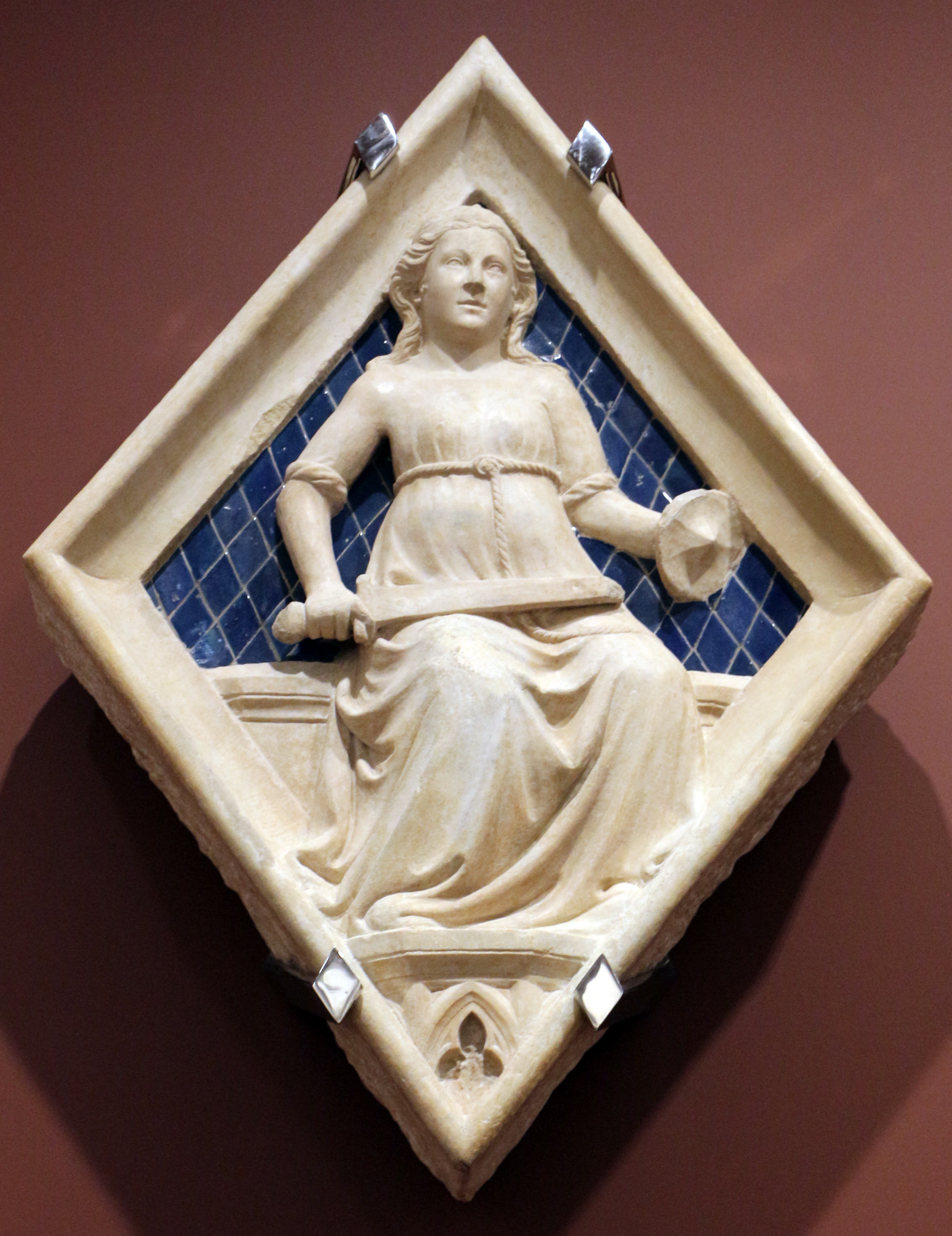
Retorica, 1343-60 ca.
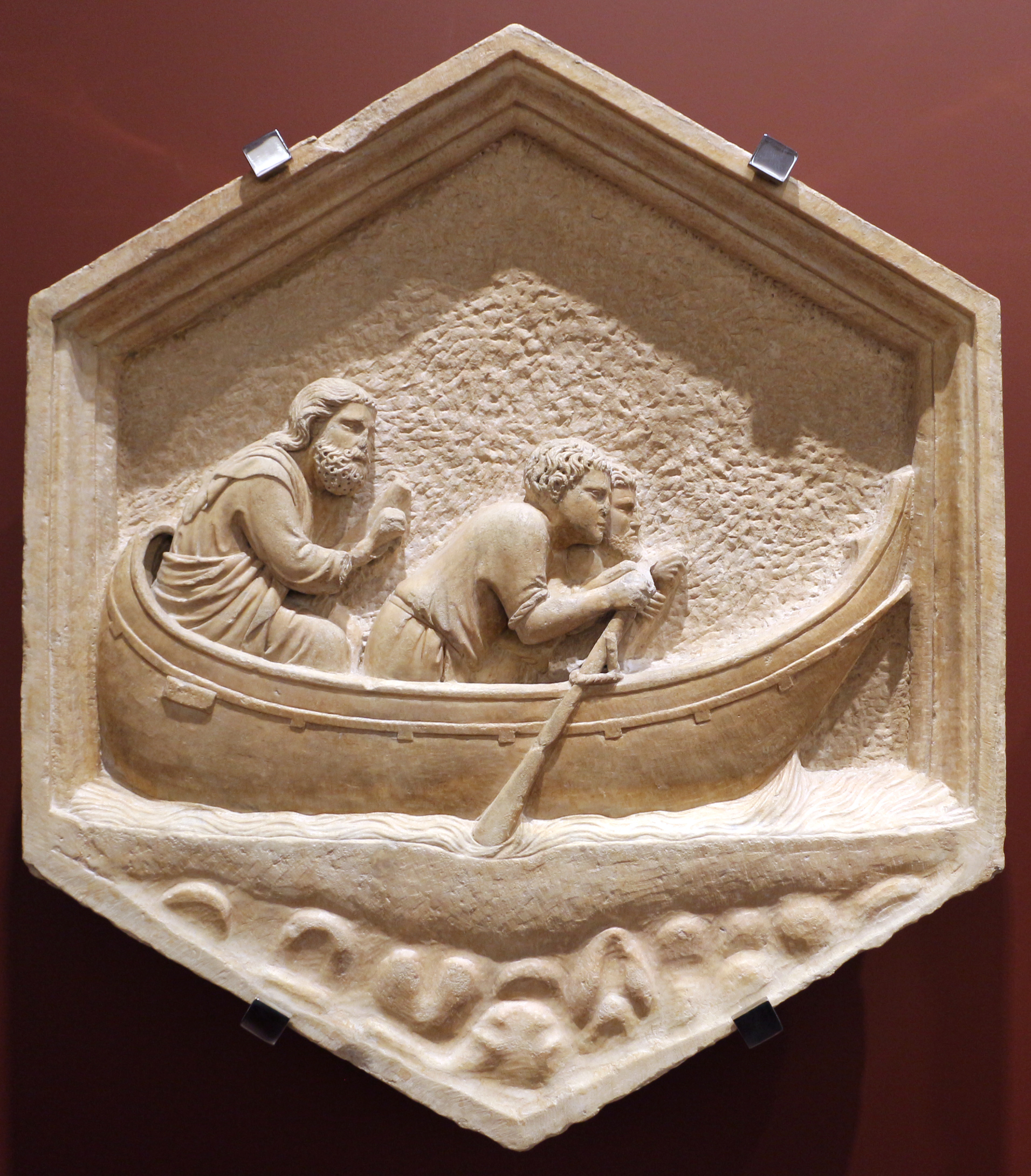
Navigazione, 1343-60
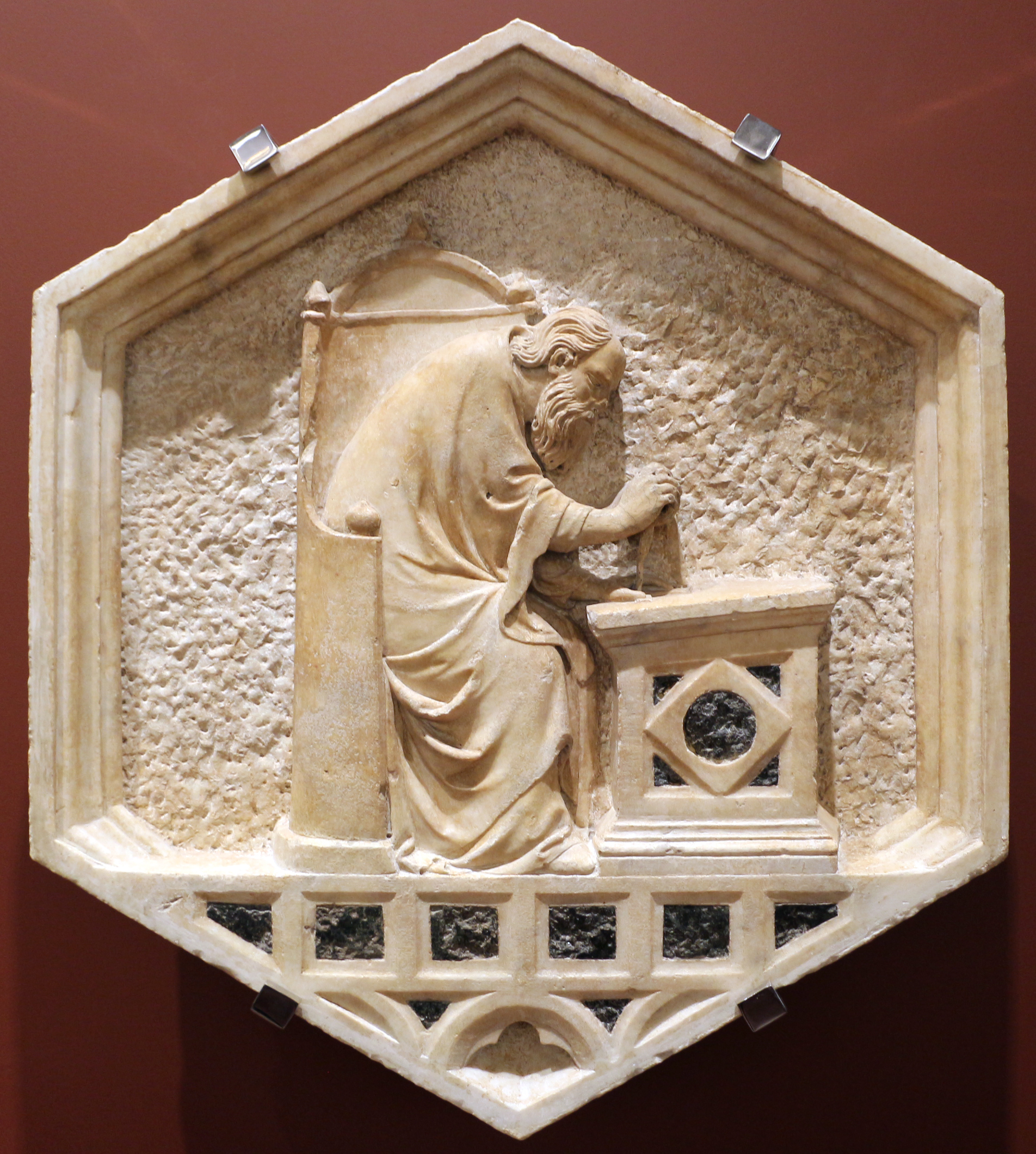
Architettura, 1348-50
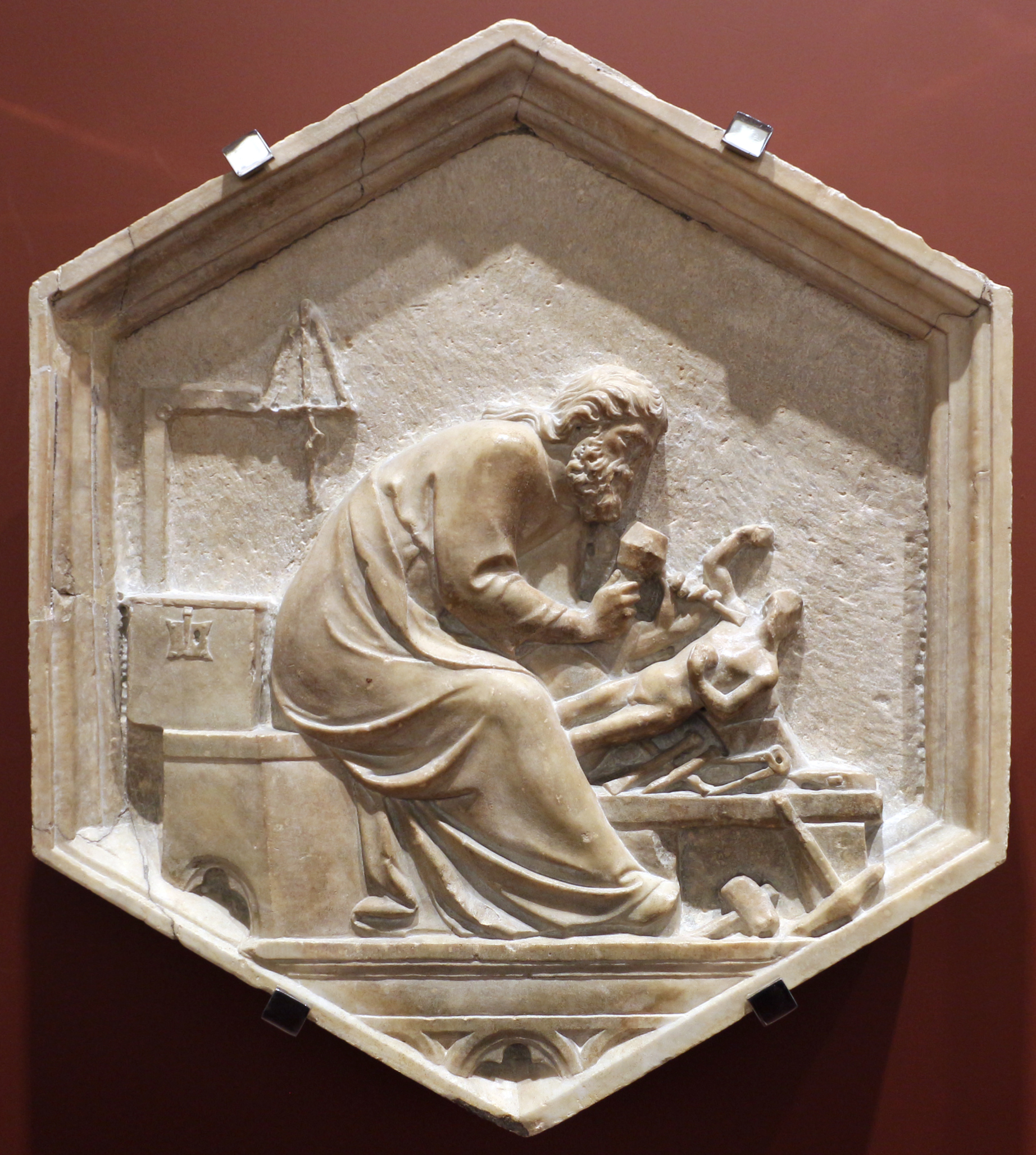
Fidia ovvero la scultura, 1348-50
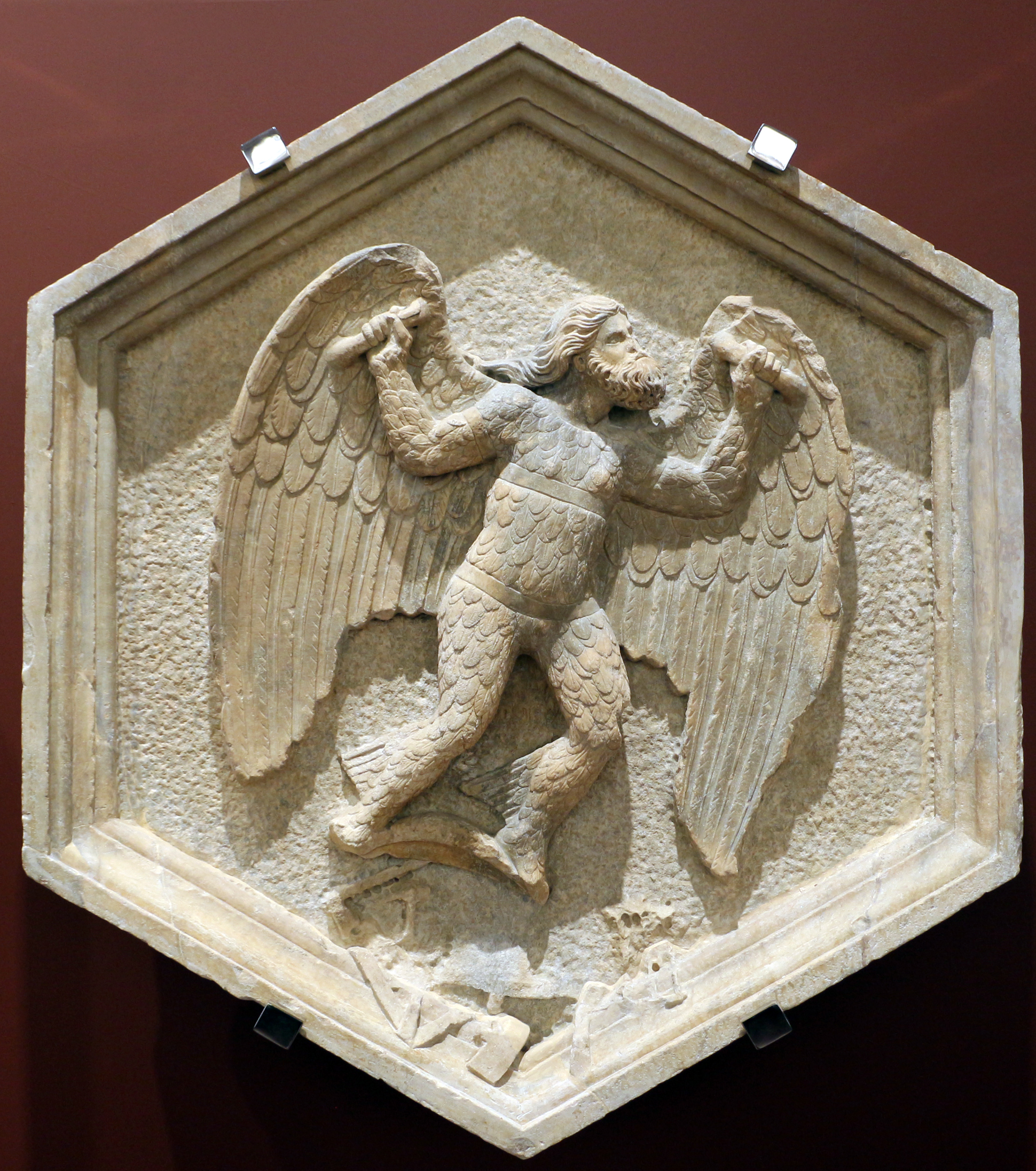
Dedalo ovvero la meccanica, 1348-50
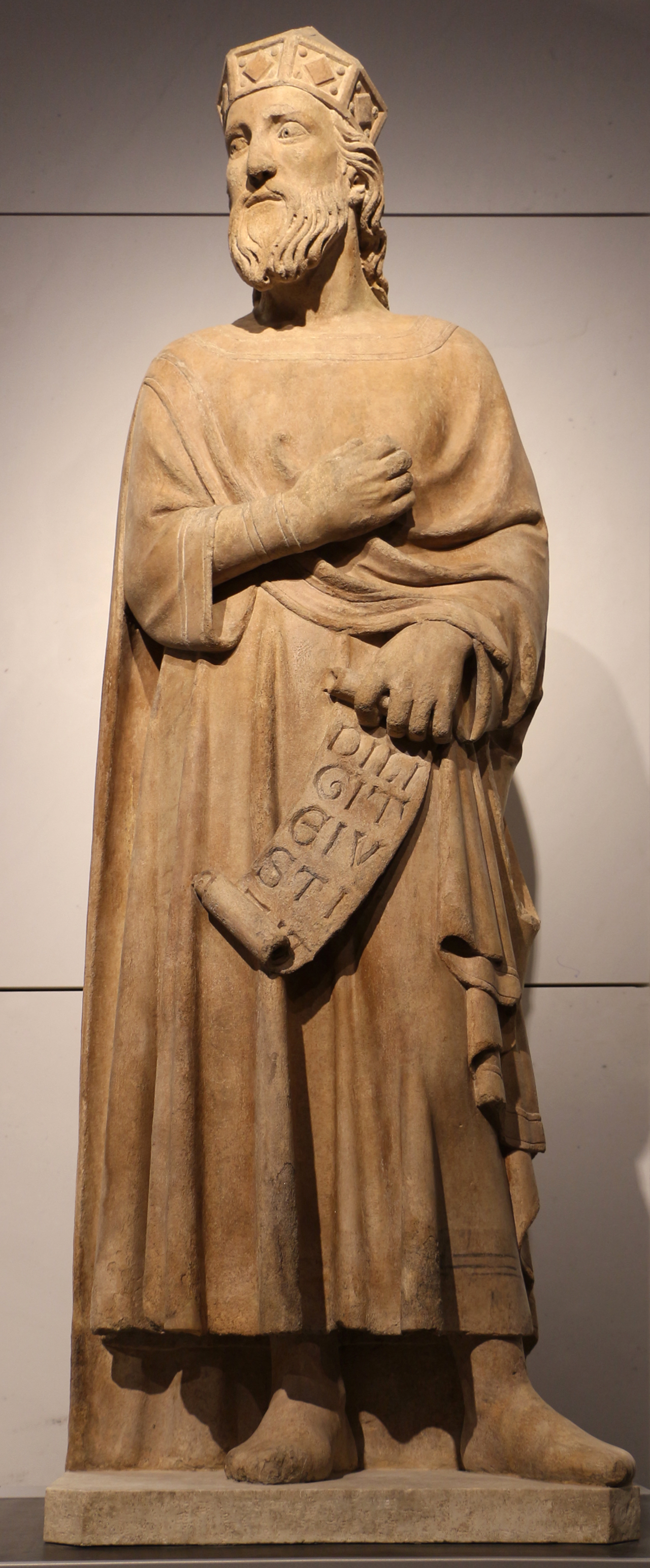
Re Salomone, 1337-41
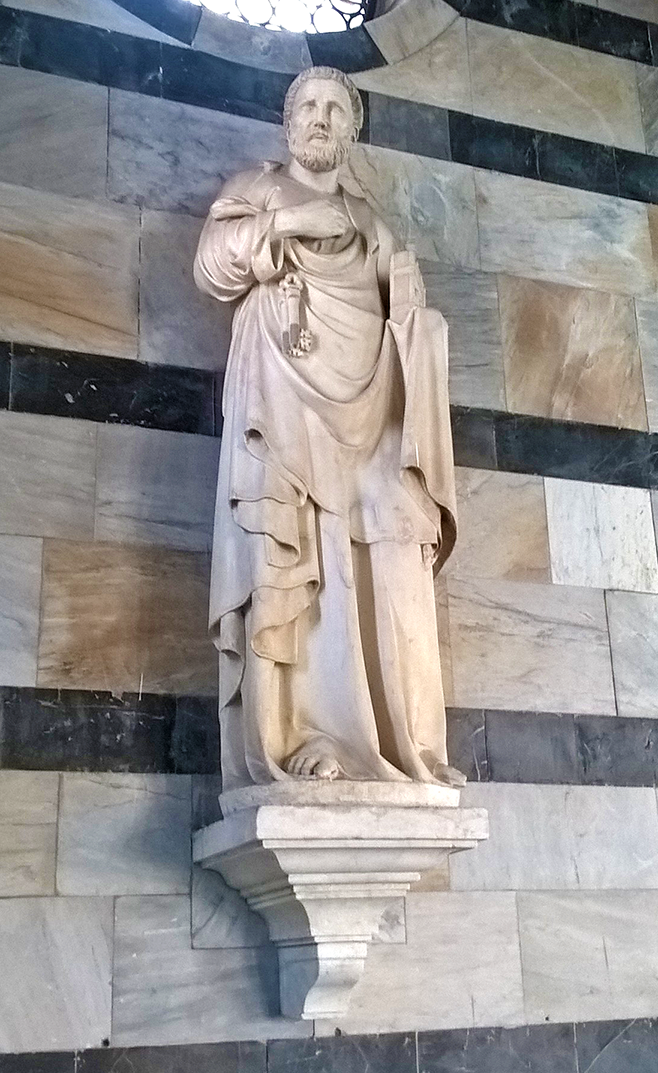
San Pietro
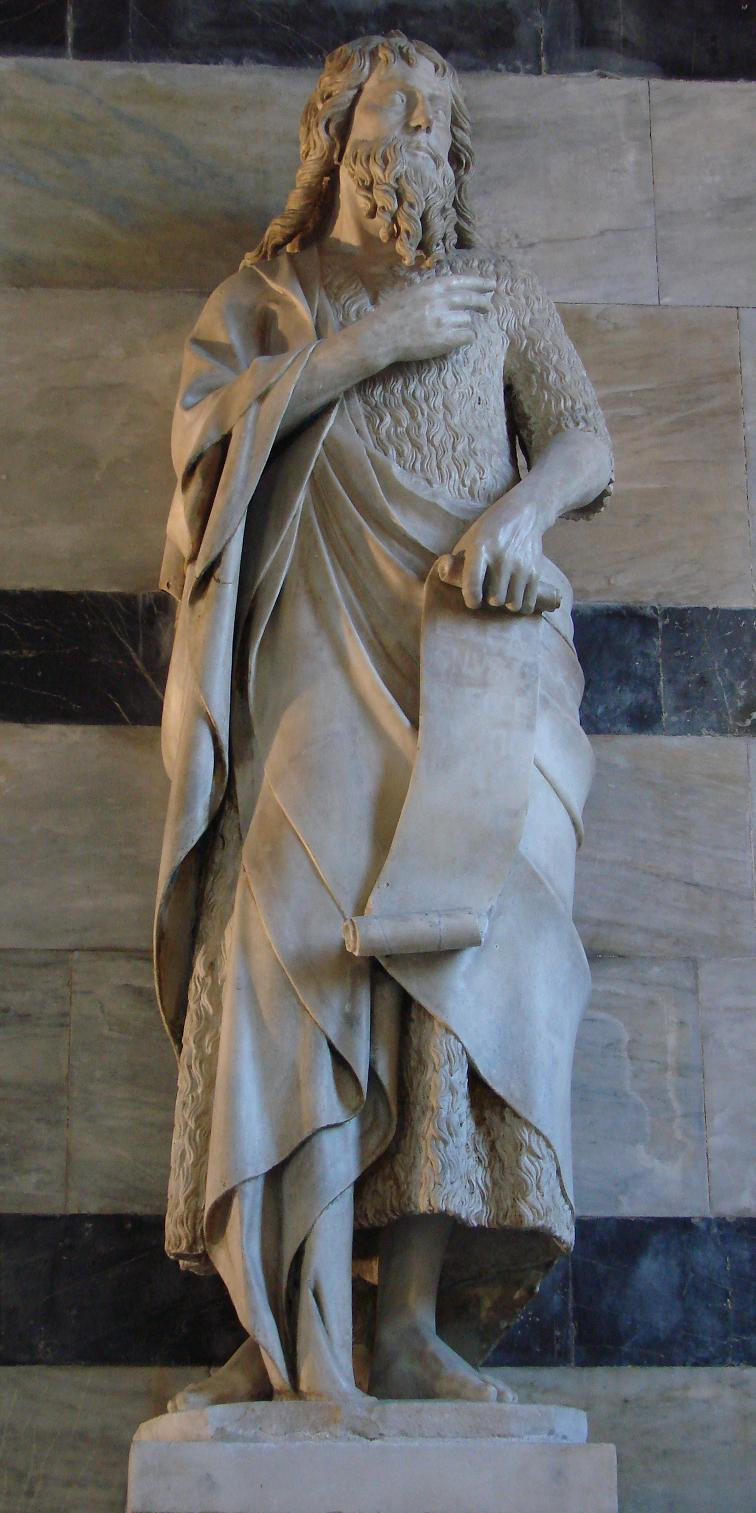
San Giovanni
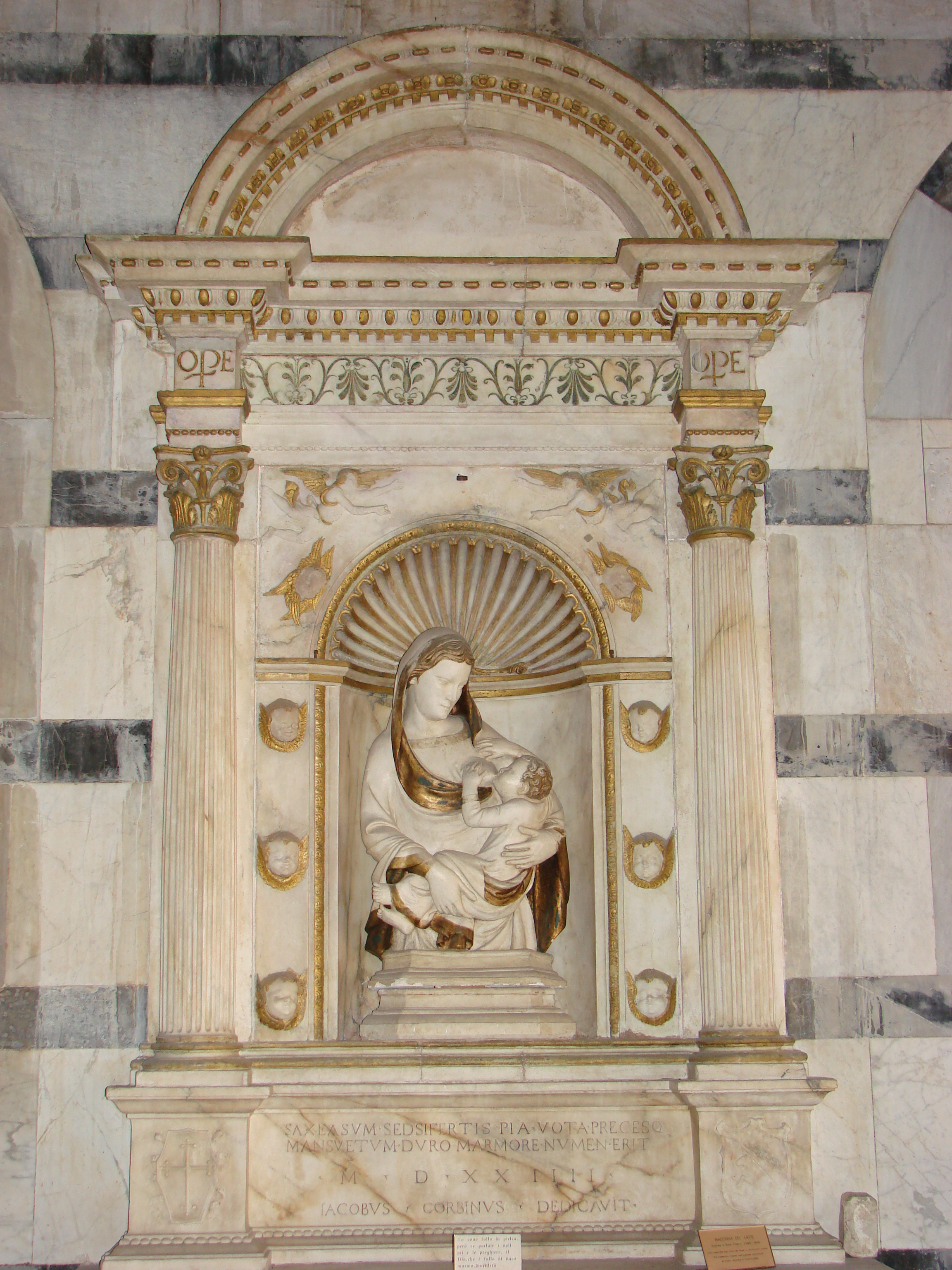
Madonna del Latte